# NHNテコラス
NHNテコラス株式会社は旧ライブドア社のインフラ技術部門が母体となっているクラウド・データセンター事業、技術コンサルティングサービスを提供する企業である。
2014年に世界各国でゲーム、エンターテイメント、広告決済や技術サービスを展開するNHNグループ傘下にはいり、その国内法人であるNHN JAPAN株式会社の100%子会社となっている。
AWSとGoogle両方より最上位クラウドパートナーに認定されており、クラウド総合支援サービス「C-Chorus」では技術コンサルティング、ライセンス販売、クラウドインテグレーションを中心に5000件以上の契約実績を有する。

## 概要
2000年に堀江貴文率いるオン・ザ・エッヂ（後のライブドア）が「データホテル」の名称でデータセンター事業を開始。2007年に持株会社移行に伴い新設されたライブドアに移管、2010年に韓国NHNの日本法人であるNHN Japan（現：LINEヤフー）の傘下となる。2012年1月にライブドアのコンテンツ事業がNHN Japanに移譲され、通信関連事業が残ったライブドアは同時に株式会社データホテルに社名変更した。
2012年10月9日、本社を新宿区西新宿の住友不動産西新宿ビルから、東新宿駅に直結する新宿イーストサイドスクエアに移転。
2012年10月からは学術無線LANローミングeduroam JPにおいて、東北大学とクラウド型大規模eduroam認証サービスの産学連携提供を開始し、キャンパスICT における「アカデミック・ソリューション」の展開を強化を図るとともに、2013年1月には、データ転送サービス「クラウドコネクト」の北米3拠点を開設するなど、海外展開向けサービスも強化している。
2014年9月30日に親会社がLINE株式会社からNHN PlayArtに異動。2014年11月1日付けで社名をデータホテルからテコラスへ変更し、2015年1月1日にSAVAWAYを経営統合した。
2015年9月17日開催の取締役会において、2015年10月1日付けで社名をテコラスからNHN テコラス株式会社へ変更すると決議された。
2017年5月1日、コマース支援事業を会社分割し、子会社NHN SAVAWAY株式会社を設立。
2021年1月1日、代表取締役社長に白倉 章照が就任。同年11月2日にはAWSのパートナー認定で最上位となるAWSプレミアコンサルティングパートナーの認定を取得した。
2023年6月1日には現住所であるNHN アトリエへ本社を移転。同年8月1日にはGoogle Cloud プレミアパートナー Sellエンゲージメントモデルの最上位パートナー認定を取得した。さらに同年9月26日には、NTTコミュニケーションズ株式会社、東京ロボティクス株式会社、NHN テコラス株式会社および株式会社E-MARK株式会社が共同で、リアルタイム遠隔制御ロボットを活用したデータセンターのIT機器運用保守業務に関する実証実験（以下 本実証）を世界で初めて同年10月より開始すると発表した。
2024年1月16日、アマゾン ウェブ サービスと事業拡大を目的とした戦略的協業契約を締結したことを発表。同年7月22日にはAWSとの戦略的協業契約の締結企業では国内で初めてのAWSセキュリティコンピテンシー認定取得を公表した。

## 事業所
- 本社 - 〒105-0003　東京都港区西新橋3-1-8 NHNアトリエ
- 大阪オフィス - 〒530-0002　大阪府大阪市北区曾根崎新地1-13-22 御堂筋フロンティア1階

## 所属団体
- ICT教育推進協議会
- オープンクラウド実証実験タスクフォース
- Open Compute Project Japan
- 一般社団法人クラウド利用促進機構（CUPA）
- 日本MSP協会
- データベース・セキュリティ・コンソーシアム（DBSC）
- 日本カード情報セキュリティ協議会